# Baie de Repulse (Hong Kong)
La Baie de Repulse ou Repulse Bay (chinois traditionnel : 淺水灣) est un quartier à revenu aisé de Hong Kong,. Il fait partie du Southern District.
Il concentre une population très aisée. Les immeubles y sont très spacieux.
La plage de Repulse Bay attire de plus en plus de touristes.
Quelques commerces alimentent le secteur.